# Sybra flavostictipennis
Sybra flavostictipennis là một loài bọ cánh cứng trong họ Cerambycidae.